# Hypericum lysimachioides
Hypericum lysimachioides är en johannesörtsväxtart som beskrevs av Pierre Edmond Boissier och Noe. Hypericum lysimachioides ingår i släktet johannesörter, och familjen johannesörtsväxter. Utöver nominatformen finns också underarten H. l. spathulatum.